# Puente del Puerto
Puente del Puerto (llamada oficialmente San Pedro da Ponte do Porto) es una parroquia y una localidad española del municipio de Camariñas, en la provincia de La Coruña, Galicia. 

## Otras denominaciones
La parroquia también es conocida por el nombre de San Pedro de Ponte do Porto.

## Entidades de población
Entidades de población que forman parte de la parroquia:
- A Esquipa
- A Igrexa (A Grixa)
- As Barrosas
- Allo (O Allo)
- Ba do Porco (Va de Porco)
- Baixo da Gándara
- Curros
- Dor
- O Campo do Outeiro
- O Río do Cura
- O Sisto
- Ponte do Porto
- Xarás

## Demografía

### Parroquia
| Gráfica de evolución demográfica de Puente del Puerto (parroquia) entre 2000 y 2018 |
|                                                                                     |
| Datos según el nomenclátor publicado por el INE.                                    |

### Localidad
| Gráfica de evolución demográfica de Ponte do Porto (localidad) entre 2000 y 2018 |
|                                                                                  |
| Datos según el nomenclátor publicado por el INE.                                 |